# حمید شیرزادگان
حمید شیرزادگان، (زادهٔ ۱۳۱۹ خورشیدی در تهران – درگذشتهٔ ۶ مهر ۱۳۸۶ تهران) از قهرمان‌های فوتبال دهه چهل ایران بود.

## پیشینه
حمید شیرزادگان در سال ۱۳۲۰ در محله درخونگاه تهران به دنیا آمد و در همان نزدیکی در خیابان شاپور بالید.
وی در دوره دبیرستان در تیم فوتبال بود و بعد در تیم محله بازی کرد تا زمانی که به تیم پرآوازه شاهین پیوست.
فوتبال را از سال‌های ابتدایی دهه ۱۳۳۰ زیرنظر مربیانی همچون اکبر کیا، حسن فاخری، ابتهاج و مسعود برومند در تیم‌های زیرگروه شاهین مثل کولاک و سیمرغ آغاز و در سال ۱۳۳۶برای اولین بار در ترکیب تیم بزرگسالان شاهین حضور یافت. حمید شیرزادگان در سال ۱۳۴۶ عضو تیم شاهین بود که بعنوان منتقد حکومت وقت شهرت یافته بود.
او در سال ۱۳۳۸ در تیم ملی ایران گل زد. شیرزادگان هم‌چنین دانشجوی مدرسه عالی مدیریت بازرگانی بود.
وی از سال ۱۳۳۸ تا ۱۳۴۵ در عضویت تیم ملی ایران بود و به خاطر شمار بالای گل‌هایی که به ثمر رساند «شیری پاطلائی» نام گرفته‌بود.
شیرزادگان در مجموع چهارده بار پیراهن تیم ملی فوتبال ایران را به تن کرد و برای ایران در مسابقات رسمی نه بار گل زد. وی در دورهٔ مقدماتی المپیک ۱۹۶۴ توکیو با هفت گل بهترین گلزن مسابقات شد و در سال ۱۳۴۶ با تیم ملی ایران به مقام نایب قهرمانی آسیا رسید.
او پس از حضور در آمریکا و بازی در تیم کیکرز بالتیمور، به ایران بازگشت و تیم نفت تهران را بنیان گذاشت.
حمید شیرزادگان و همایون بهزادی (معروف به همایون سرطلائی) دو خط حمله تیم ملی ایران بودند، و هر دو از تیم شاهین آمده‌بودند.
حمید شیرزادگان بعداً به تیم لس‌آنجلسی کیکرز پیوست و با این کار اولین بازیکن ایرانی بود که قرارداد بست و پول ثابت دریافت کرد و مدیر برنامه پیدا کرد.
وی در روز ۶ مهر ۱۳۸۶ بر اثر سرطان ریه در بیمارستان آپادانای تهران درگذشت.